# Personalidad de radio

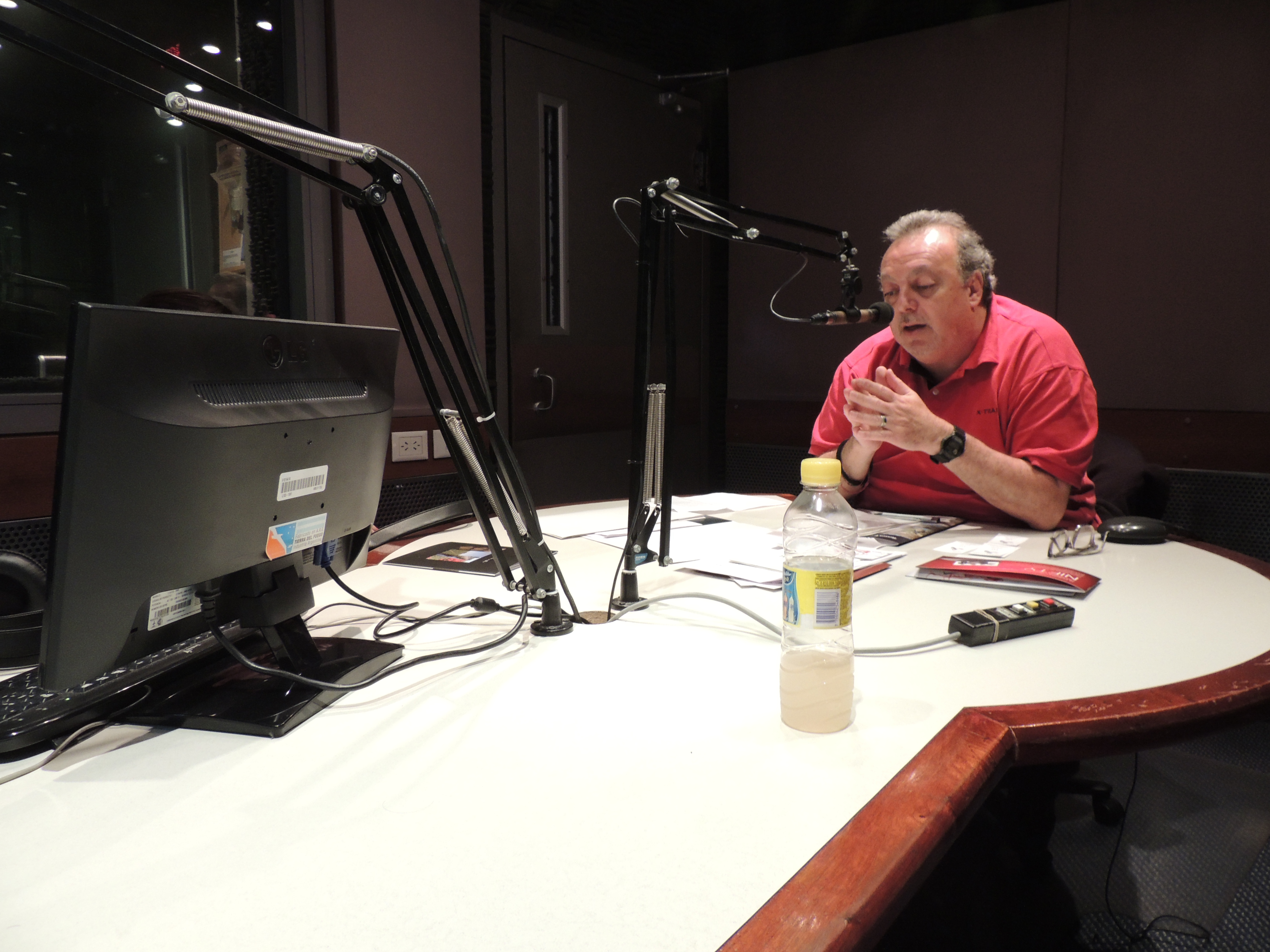
Una personalidad de radio, trabajando en la radio Palermo, ciudad de Buenos Aires, 2012.

Una personalidad radiofónica o conductor radiofónico o locutor de radio  es quien dirige una transmisión radiofónica, entreteniendo al público con discursos, entrevistas y sus puntos de vista. Tal conductor, en el sentido contemporáneo, puede cubrir la figura del actor clásico y al disc-jockey musical.
En la historia de la conducción de radio, siendo uno de los primeros medios de comunicaciones sociales de masa de uso general, incluye grandes nombres del entretenimiento cinematográfico y televisivo internacional.

## Galería

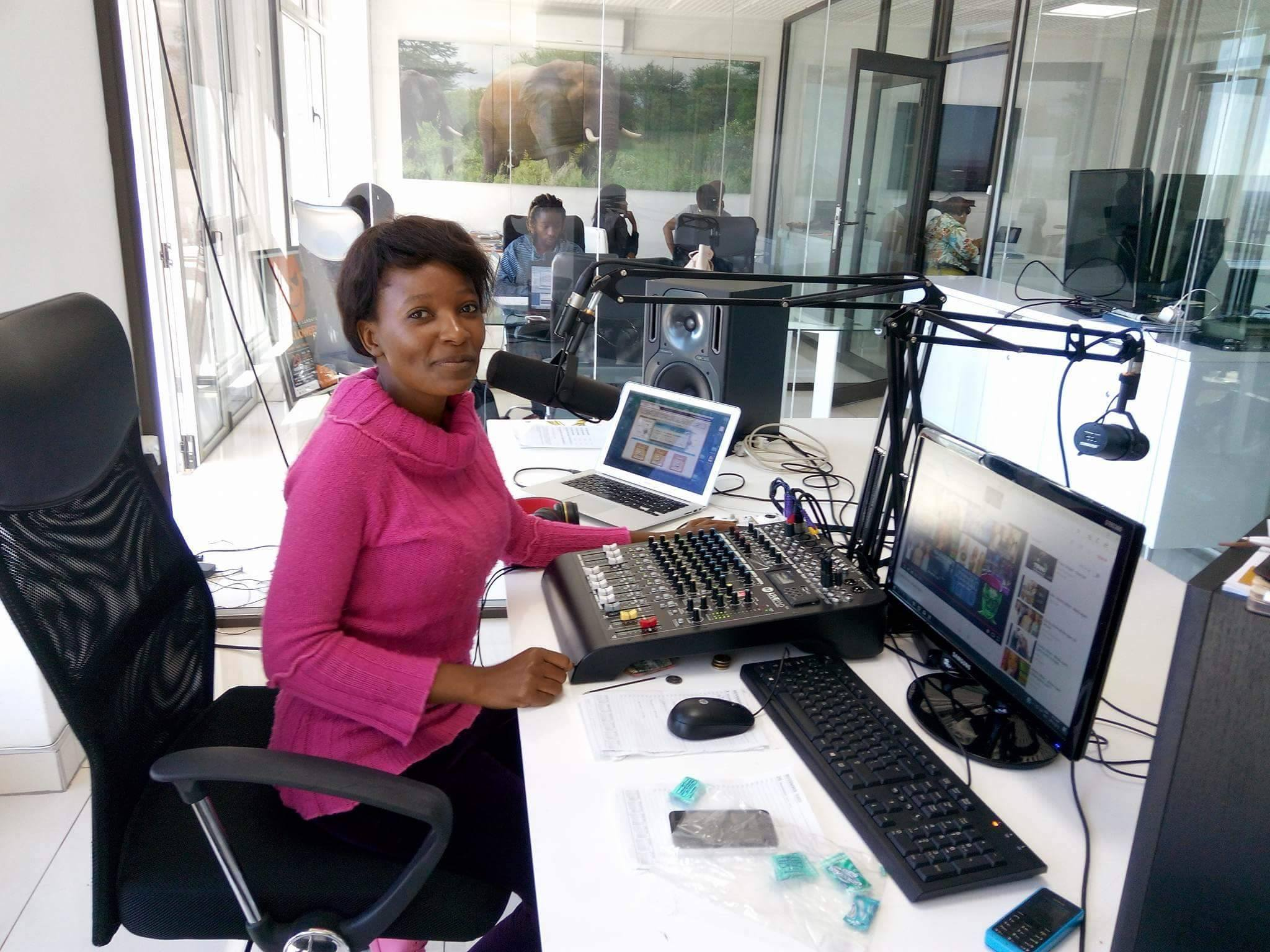
Jessica Letshwiti, ICE100 Radio, Botswana, Sudáfrica
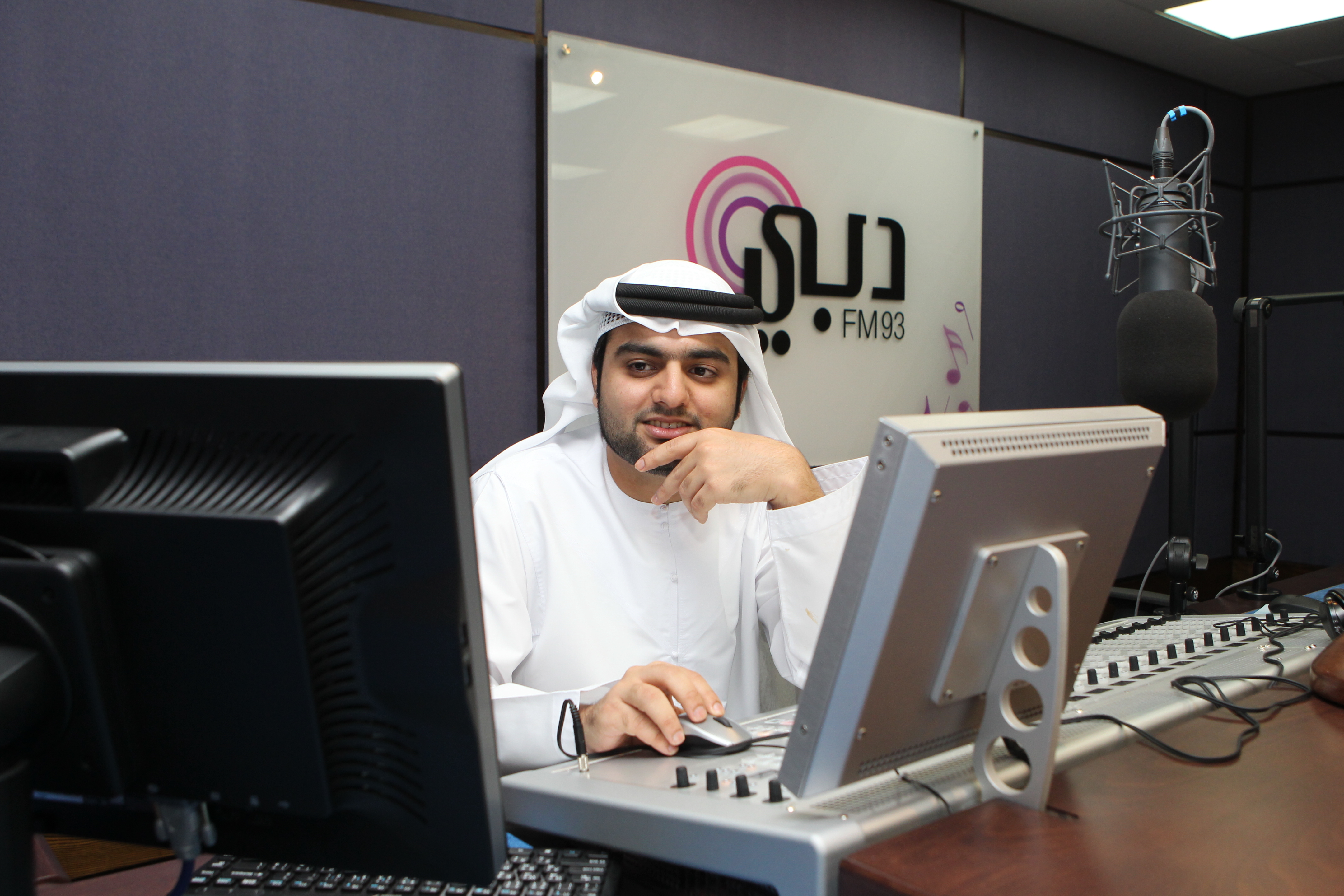
Ibrahim Astady, Dubai 93 FM, Emiratos Árabes Unidos
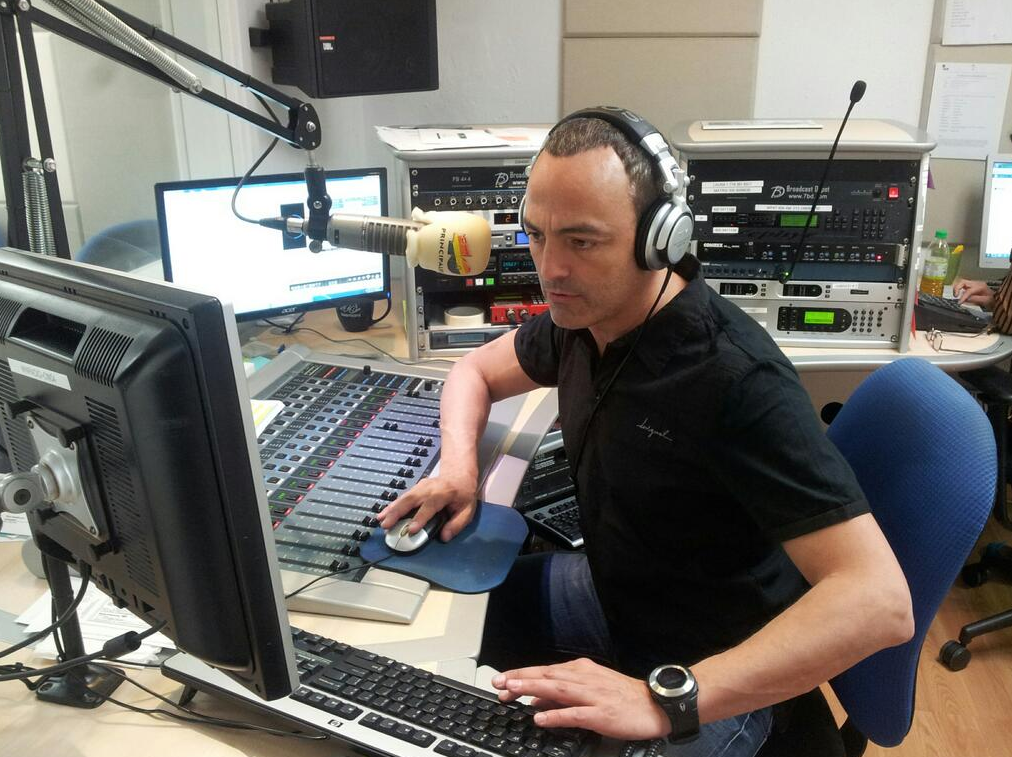
Luis López Sáez, director y presentador del programa World Dance Music en Los 40 studios en Valencia
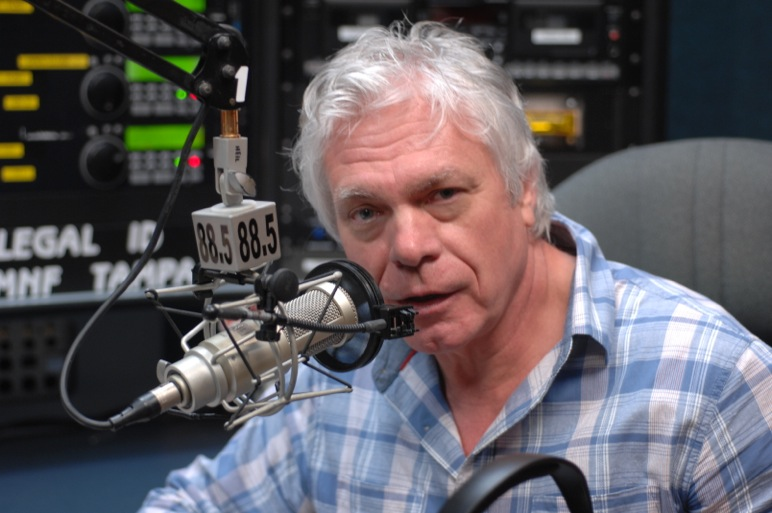
Norman Batley, WMNF, Tampa, FL, 2013
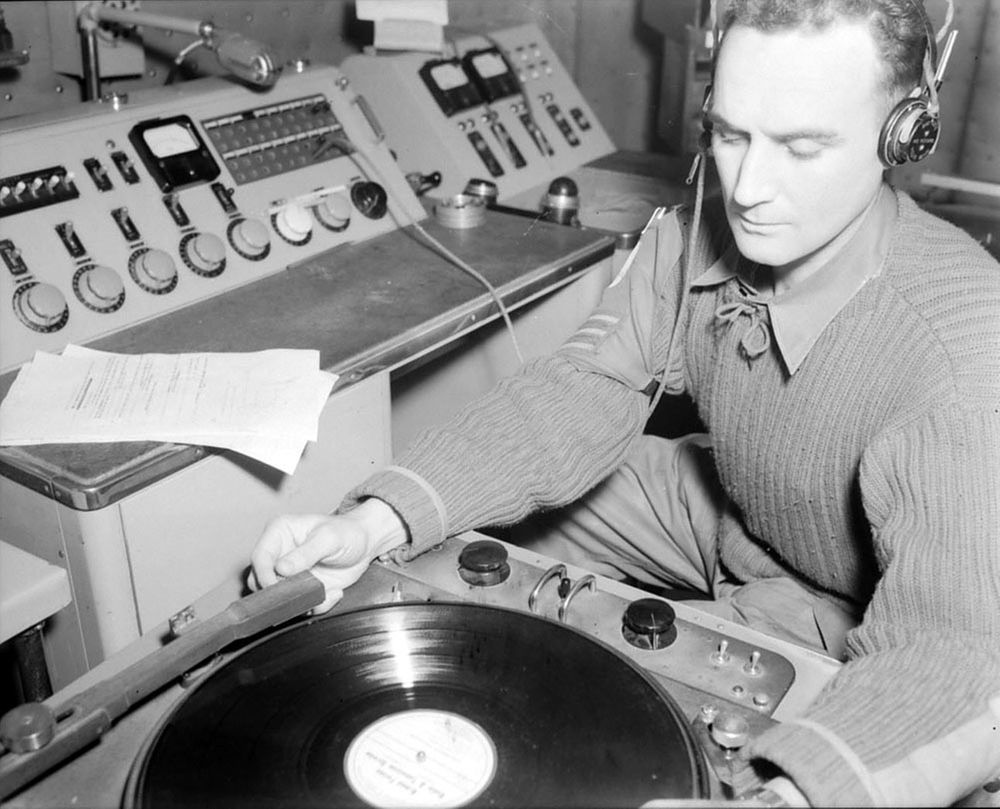
Kevin Joseph O'Donnell, emisora de la Australian Army "Radio Commonwealth", Corea 1955
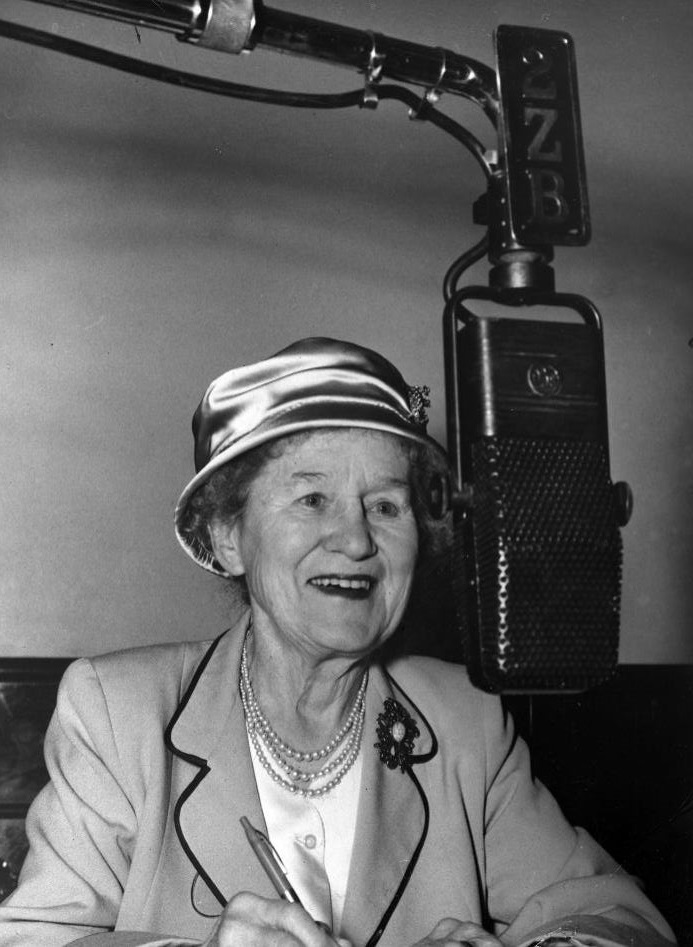
Maud Ruby Bashsam alias "Aunt Daisy" en la emisora 2ZB, Wellington, Nueva Zelanda, 1959
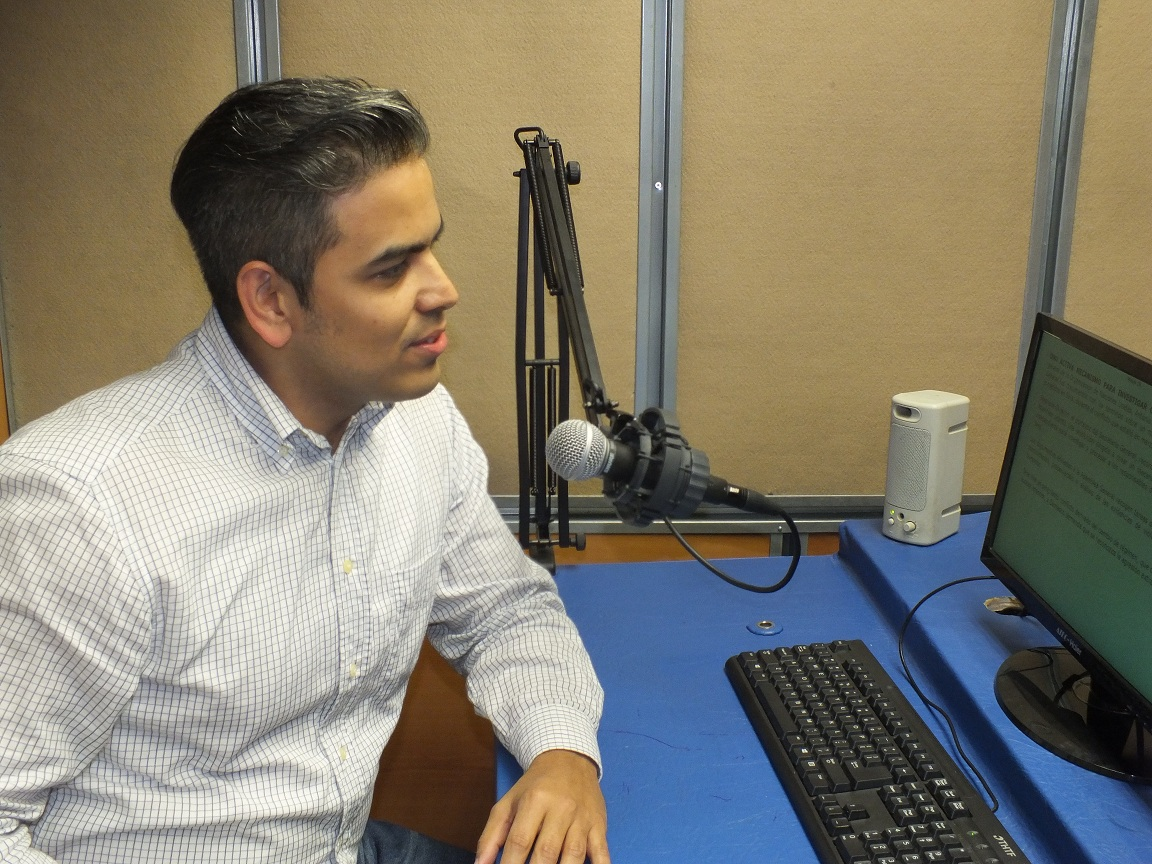
Mauricio Lomonte en la emisora Radio Reloj, Cuba
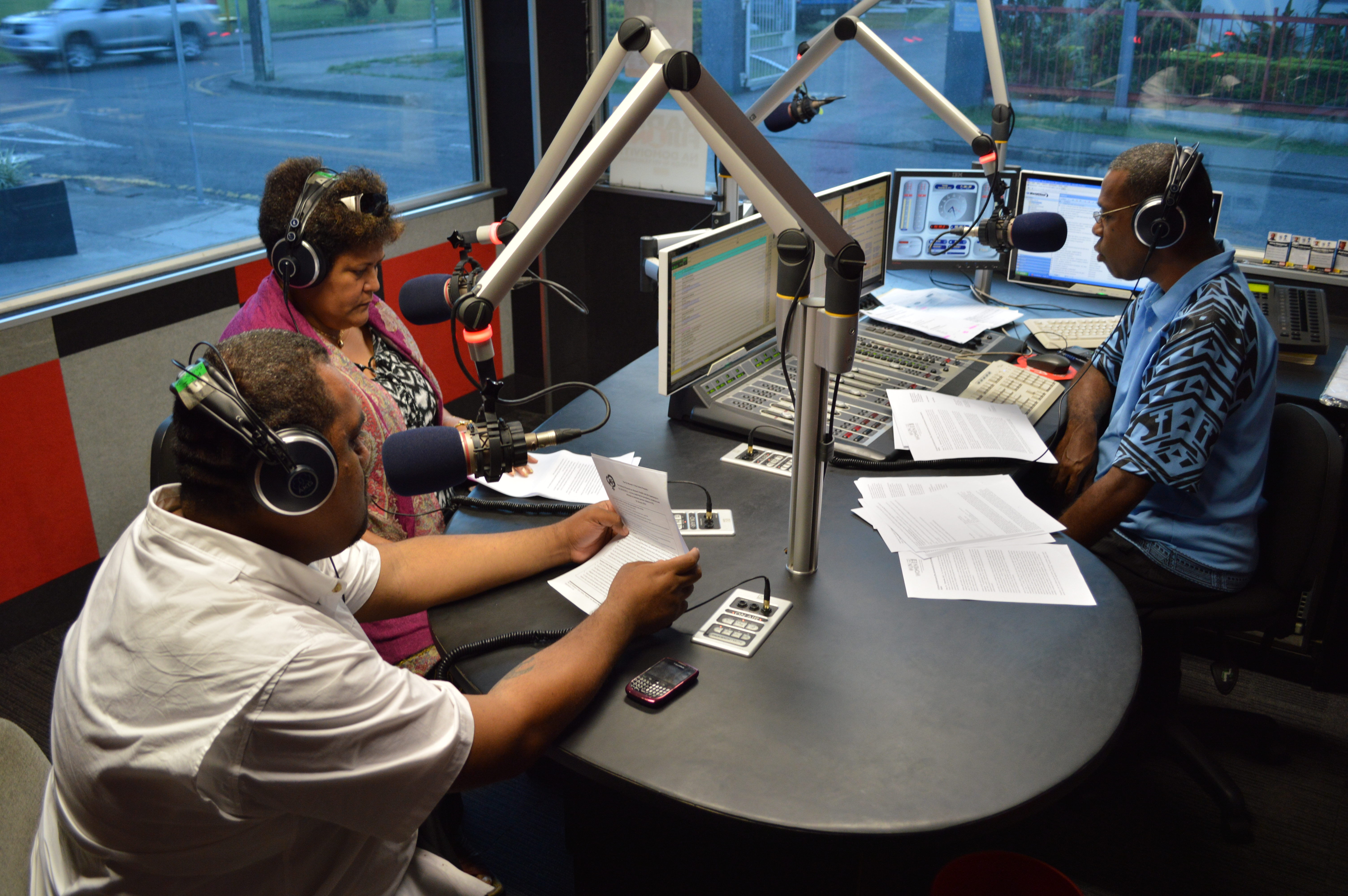
Presentador de radio e invitados, Radio Fiji One, Fiji Broadcasting Corporation